# Anthony Drazan
Anthony Drazan (né en 1955) est un réalisateur américain.

## Filmographie
- 1992 : Zebrahead
- 1994 : Imaginary Crimes
- 1998 : Hollywood Sunrise